# Magyarus
Magyarus Zabka, 1985 è un genere di ragni appartenente alla famiglia Salticidae.

## Etimologia
Magyarus è il nome antico dell'Ungheria, nazione in onore della quale l'aracnologo Zabka ha intitolato il genere, come aveva anche fatto col genere Lechia.

## Caratteristiche
Il genere è stato descritto sulla base di un unico esemplare maschile, originariamente rinvenuto nei cespugli della foresta vietnamita.
La lunghezza dell'esemplare rinvenuto è di circa 4 millimetri. Il cefalotorace è di colore marrone, più scuro intorno al pattern oculare. L'opistosoma di quest'unico esemplare era stato danneggiato, si presume fosse di colore grigio marrone e lateralmente giallo; si notavano anche tracce di una striscia mediana di colore marrone.
Le zampe sono di colore grigio arancio con tricobotri marroni; il primo paio di zampe è di colore arancio-marrone, più chiaro dal lato interno. I pedipalpi del maschio hanno una struttura molto simile a quelli del genere Phlegra Simon, 1876.

## Distribuzione
L'unica specie oggi nota di questo genere è stata rinvenuta in Vietnam.

## Tassonomia
A giugno 2011, si compone di una specie:
- Magyarus typicus Zabka, 1985[3] — Vietnam